# U.S. Bank Tower (Los Angeles)
U.S. Bank Tower, ranije Library Tower ili First Interstate Bank World Center je neboder u središtu grada Los Angelesa, koji se nalazi u američkoj saveznoj državi Kaliforniji. Neboder je visok 310 metara (1018 stopa) i ima 73 kata. Ovaj neboder je 55. najviši neboder na svijetu. Izgradnja nebodera je započela 1987. Neboder je dovršen 1989., i jedan je od najviših nebodera u Sjedinjenim Američkim Državama, odnosno najviši neboder zapadno od rijeke Mississippi. Procijenjena vrijednost nebodera je 350 milijuna američkih dolara. Površina nebodera je 120 000 metara kvadratnih, a koristi se većinom za poslovne prostore. Adresa nebodera je 633 West Fifth Street, Los Angeles, Kalifornija. Neboder je dizajnirala grupa Pei Cobb Freed & Partners Ellerbe Becket, a izgradnju je vršila tvrtka Maguire Properties. Ovaj neboder je prepoznatljivi simbol Los Angelesa.

## Vlasništvo
Neboder je prodan i danas se nalazi u vlasništvu Overseas Union Enterprise Ltd (OUE), indonezijske Lippo Grupe koja se bavi hotelima i nekretninama. Lippo Grupa je bazirana u Singapuru, i nalazi se u vlasništvu indonezijskog milijardera Stephena Riadyja, koji je kupio neboder i ostale povezane objekte za 367.5 milijuna dolara.

## Povijest
Zgrada je nazvana Library Tower (Knjižnični toranj) jer je bila dio projekta vrijednog jednu milijardu dolara za razvoj dijela grada Los Angelesa, koji je stradao u dva velika požara 1986. 2003. zgradu je preuzela U.S. Bancorp grupa, pa je zgrada simbolično promijenila ime u U.S. Bank Tower (Američki bankovni toranj). Neboder na vrhu ima veliku staklenu krunu koja je osvijetljena noću. Zanimljivo je napomenuti da je kruna za vrijeme božićnih blagdana osvijetljena u crveno i zeleno, a za vrijeme Valentinovog u crvenu boju. 1993. je zgrada ušla u Guinnessovu knjigu rekorda za najviši logo postavljen na nekoj zgradi. 

### Teroristička meta
16. lipnja 2004. američko Povjerenstvo 911 je objavilo originalni plan napada na neboder, u kojem je bilo planirano otimanje 10 zrakoplova, od kojih se jedan trebao zabiti u toranj.